# Club Atlético River Plate 2005-2006
Questa voce raccoglie le informazioni riguardanti il Club Atlético River Plate nelle competizioni ufficiali della stagione 2005-2006.

## Stagione
Nella prima e unica stagione con Merlo in panchina, il River ottiene discreti risultati in campionato e in Libertadores. Il tecnico, nominato nell'agosto 2005, si dimise nel gennaio 2006, per fare spazio a Daniel Passarella. Il primo campionato, l'Apertura, si chiude con il 6º posto, mentre nel Clausura la situazione migliora: il River termina terzo e può vantare il miglior attacco del torneo. In ambito internazionale il River è in corsa su due fronti: in Sudamericana viene eliminato al primo turno, mentre in Libertadores avanza sino ai quarti di finale.

## Maglie e sponsor
Lo sponsor tecnico per la stagione 2005-2006 è Adidas, mentre lo sponsor ufficiale è Budweiser.
| Casa | Trasferta |

## Rosa
| N. |                      | Ruolo | Calciatore              |
| -- | -------------------- | ----- | ----------------------- |
| 12 | Argentina (bandiera) | P     | Juan Pablo Carrizo      |
| 1  | Argentina (bandiera) | P     | Germán Lux              |
| 23 | Argentina (bandiera) | P     | Juan Carlos Olave       |
| 30 | Argentina (bandiera) | P     | Diego Pellegrino        |
| 4  | Cile (bandiera)      | D     | Cristián Andrés Álvarez |
|    | Argentina (bandiera) | D     | Horacio Ameli           |
| 2  | Paraguay (bandiera)  | D     | Julio César Cáceres     |
| 3  | Argentina (bandiera) | D     | Federico Domínguez      |
| 34 | Argentina (bandiera) | D     | Paulo Ferrari           |
|    | Argentina (bandiera) | D     | Pablo Frontini          |
| 14 | Argentina (bandiera) | D     | Danilo Gerlo            |
|    | Argentina (bandiera) | D     | Gabriel Loeschbor       |
|    | Argentina (bandiera) | D     | Luis Miguel Lobos       |
| 24 | Argentina (bandiera) | D     | Lucas Mareque           |
|    | Argentina (bandiera) | D     | Jesús Méndez            |
|    | Argentina (bandiera) | D     | Cristian Nasuti         |
| 22 | Paraguay (bandiera)  | D     | Ricardo Rojas           |
| 6  | Argentina (bandiera) | D     | Leonardo Talamonti      |
| 36 | Argentina (bandiera) | D     | Cristian Tula           |
|    | Argentina (bandiera) | D     | Eduardo Tuzzio          |
| 41 | Argentina (bandiera) | D     | Ricardo Villalba        |
| 40 | Argentina (bandiera) | C     | Matías Abelairas        |
| 13 | Argentina (bandiera) | C     | Diego Barrado           |
| 39 | Argentina (bandiera) | C     | Diego Buonanotte        |
| 27 | Argentina (bandiera) | C     | Nicolás Domingo         |

| N. |                      | Ruolo | Calciatore               |
| -- | -------------------- | ----- | ------------------------ |
|    | Argentina (bandiera) | C     | Alejandro Faurlín        |
| 28 | Argentina (bandiera) | C     | Augusto Fernández        |
|    | Argentina (bandiera) | C     | Leandro Fernández        |
| 10 | Argentina (bandiera) | C     | Marcelo Gallardo         |
|    | Argentina (bandiera) | C     | Diego Galván             |
|    | Argentina (bandiera) | C     | Lucho González           |
| 35 | Argentina (bandiera) | C     | René Lima                |
| 19 | Argentina (bandiera) | C     | Daniel Montenegro        |
|    | Colombia (bandiera)  | C     | Jairo Patiño             |
| 7  | Argentina (bandiera) | C     | Lucas Pusineri           |
| 5  | Argentina (bandiera) | C     | Andrés San Martín        |
| 15 | Argentina (bandiera) | C     | Jonathan Santana         |
| 18 | Argentina (bandiera) | C     | Rubens Sambueza          |
| 37 | Colombia (bandiera)  | C     | Juan Carlos Toja         |
| 16 | Argentina (bandiera) | C     | Víctor Zapata            |
| 33 | Argentina (bandiera) | A     | Gonzalo Abán             |
| 26 | Argentina (bandiera) | A     | Federico Almerares       |
|    | Argentina (bandiera) | A     | Raúl Bobadilla           |
| 31 | Colombia (bandiera)  | A     | Radamel Falcao García    |
| 9  | Argentina (bandiera) | A     | Ernesto Farías           |
|    | Argentina (bandiera) | A     | Gastón Fernández         |
| 11 | Argentina (bandiera) | A     | Luciano Gabriel Figueroa |
| 29 | Argentina (bandiera) | A     | Gonzalo Higuaín          |
| 42 | Argentina (bandiera) | A     | Jerónimo Morales Neumann |
| 20 | Argentina (bandiera) | A     | Gustavo Oberman          |

## Statistiche

### Statistiche di squadra
| Competizione          | Punti | Totale | Totale | Totale | Totale | Totale | Totale | DR  |
| Competizione          | Punti | G      | V      | N      | P      | Gf     | Gs     | DR  |
| --------------------- | ----- | ------ | ------ | ------ | ------ | ------ | ------ | --- |
| Campionato - Apertura | 28    | 19     | 8      | 4      | 7      | 31     | 22     | +9  |
| Campionato - Clausura | 34    | 19     | 9      | 7      | 3      | 39     | 23     | +16 |
| Libertadores          | -     | 12     | 7      | 1      | 4      | 27     | 18     | +9  |
| Sudamericana          | -     | 2      | 0      | 2      | 0      | 1      | 1      | 0   |
| Totale                | -     |        |        |        |        |        |        | -   |